# El escritor de telenovelas
El escritor de telenovelas es una película colombiana dirigida por Felipe Dotheé Reichmann bajo el guion de Dago García Producciones, lanzada el 25 de diciembre de 2011. Es la 14° entrega del productor colombiano.

## Sinopsis
La historia se basa en Gerardo Olarte (Mijail Mulkay), un escritor de telenovelas, donde se encuentra desarrollando la novela de las 8 de la noche del canal Corin TV. Su historia se ve frustrada cuando es amenazado por don Martín (Álvaro Bayona) su jefe, y el índice de audiencia del otro canal; ya que su historia se torna aburrida y cada noche va perdiendo más índice de audiencia y televidentes.
Una noche en su intento por agregar un nuevo personaje llamado Horacio en su telenovela, Gerardo se duerme y al despertar se encuentra dentro de la misma telenovela haciendo el papel de Horacio. Intenta huir hasta que Gustavo (Jaime Barbini), un personaje dentro de la telenovela le explica que él también fue un escritor y pasó por la misma situación por la que está atravesando Gerardo y que es imposible salir de allí. Su única comunicación con el mundo real es por medio del celular con el que puede hablar con Dolores (Aída Morales) su empleada, y don Martín.
Intenta en numerosas ocasiones explicarle la situación a María (Jo Blanco) lo que está sucediendo, pero ésta no le cree; hasta que cuando entra a la recámara de Horacio y contesta su celular, entiende lo que está pasando. Cuando Horacio le explica que él no es realmente él sino el escritor de la telenovela, Marcela (Norma Nivia) escucha su conversación y le cuenta a todos los demás personajes quienes se dan cuenta de que no se encuentran satisfechos con el papel que están desempeñando.
Gerardo es chantajeado para que cambie el libreto de la historia por sus mismos personajes, los cuales lo amarran en el ático de la casa. En ese momento Dolores termina de escribir un guion que no pudo terminar de redactarle Gerardo por su encierro en el ático. Dentro de la redacción de Dolores, María lo suelta y lo esconde en su habitación. Allí tienen un encuentro amoroso y a causa de este encuentro logra subir el índice de audiencia en toda la teleaudiencia. Dolores también escribe que Horacio le deja una carta a María despidiéndose definitivamente; es cuando Gerardo vuelve a la realidad. Martín se encuentra contento con los resultados y le ordena un alargue en los capítulos y una segunda temporada. Sin embargo en lo que vivió Gerardo dentro de su misma novela se dio cuenta de que ni él mismo conocía sus personajes y toma la decisión de darle fin a la historia con todo lo que desean sus personajes.

## Reparto
- Mijail Mulkay - Gerardo Olarte / Horacio Olarte
- Álvaro Bayona - Martín, el Productor
- Paula Barreto - Gabriela
- Juan Pablo Posada - Leonardo
- Norma Nivia - Marcela
- María Helena Doering - Anabella
- Germán Patiño - Alejandro
- Aída Morales - Dolores
- Jaime Barbini - Gustavo
- Jo Blanco - María